# Murayama Tatsuo
Murayama Tatsuo (jap. 村山 達雄; * 8. Februar 1915 in Nagaoka, Präfektur Niigata, Japan; † 20. Mai 2010) war ein japanischer Politiker.

## Biografie
Nach dem Schulbesuch studierte er zwischen 1933 und 1937 Rechtswissenschaften an der Kaiserlichen Universität Tokio und schloss dieses Studium mit dem Staatsexamen ab. Im Anschluss wurde er Mitarbeiter des Finanzministeriums und dort 1959 zum Generaldirektor des Büros für Steuerangelegenheiten ernannt.
1963 begann er seine politische Laufbahn als Kandidat der Liberaldemokratischen Partei (LDP) mit der erstmaligen Wahl zum Abgeordneten des Unterhauses (Shūgiin). Als solcher wurde er neun Mal wiedergewählt und vertrat bis 1996 den fünfmandatigen 3. Wahlkreis Niigata, den Wahlkreis von Tanaka Kakuei. Innerhalb der LDP gehörte er der Faktion Kōchikai (Ikeda-Faktion) an.
1971 wurde er für einige Zeit parlamentarischer Staatssekretär (seimujikan; engl. Parliamentary Vice Minister) für Justiz unter Premierminister Satō Eisaku. 1976 wurde er Vorsitzender der Parlamentarischen Revisionskommission des Unterhauses und zusätzlich Stellvertretender Vorsitzender des Ausschusses für politische Forschung der LDP.
Am 28. November 1977 erfolgte seine Ernennung zum Finanzminister in der Regierung von Premierminister Fukuda Takeo. Während dieser bis zum 7. Dezember 1978 dauernden Amtszeit nahm er neben Fukuda auch am G7-Gipfel in Bonn 1978 teil. Von Mai bis November 1981 war er Sozialminister im Kabinett Suzuki.
Im Rahmen einer Regierungsumbildung wurde er am 24. Dezember 1988 von Premierminister Takeshita Noboru erneut zum Finanzminister ernannt und hatte dieses Amt auch im nachfolgenden Kabinett von Uno Sōsuke bis zum 10. August 1989 inne.
Nach der Wahlrechtsreform von 1994 trat Murayama 1996 nur noch über den Verhältniswahlblock Hokuriku-Shin’etsu an; seinen Heimatwahlkreis, den neuen Einzelwahlkreis Niigata 5, hatte Tanaka Kakueis Tochter Makiko übernommen. Zur Shūgiin-Wahl 2000 zog sich Murayama aus der Politik zurück.

## Familie
Murayamas Schwiegersohn Yamamoto Kōzō (LDP, Kōchikai) ist ebenfalls Abgeordneter. Sein zweiter Schwiegersohn, Takeuchi Tōru, war ein hochrangiger Beamter im Finanzministerium. Wada Takashi, der Ehemann seiner Enkelin, ist Shūgiin-Abgeordneter für die Demokratische Partei.